# حوقا
حوقا یک منطقهٔ مسکونی در لبنان است که در شهرستان زغرتا واقع شده‌است. حوقا ۱٬۳۰۰ متر بالاتر از سطح دریا واقع شده‌است.